# 后湖街道
后湖街道是中华人民共和国湖北省武汉市江岸区下辖的一个街道办事处。
2011年8月18日，武汉市民政局批复同意以武汉大道（金桥大道段）为界，在原后湖街道办事处辖区内设立塔子湖和后湖两个街道办事处。新设立的后湖街道办事处范围为：东与谌家矶、丹水池街道办事处相接，南临二七、新村街道办事处，西接塔子湖街道办事处，北与黄陂区接壤，面积约13.71平方公里，常住人口约7.3万，下辖原后湖街道办事处的后湖苑、香园、美庐、东方、建设新村、十大家、新荣、胜华等8个社区及三金潭、新益、岱山、新湖、淌湖、幸福、丹水池、连城、二七、永红等10个村。街道办事处驻地为金桥大道24号。

## 行政区划
后湖街道下辖以下村级行政区划单位：
建设新村社区、新荣社区、后湖苑社区、胜华社区、十大家社区、东方社区、美庐社区、香园社区、新益村、三金潭村、岱山村、淌湖村、永红村、二七村、幸福村、新湖村、连城村和丹水池村。